# نینجا با سگ
نینجا با سگ (انگلیسی: Shadow Dancer) یک بازی اکشن دوبعدی محصول سگا است که در آغاز در سال ۱۹۸۹ و به شکل بازی آرکید منتشر شد. این بازی دومین و آخرین بازی آرکید از سری شینوبی است که پس از خود شینوبی منتشر شد. بازیکن در این بازی نینجایی را کنترل می‌کند که با کمک سگ مهاجمش برای نجات شهر از دست سازمانی تروریستی مبارزه می‌کند.